# Johannes Friedrich Müller

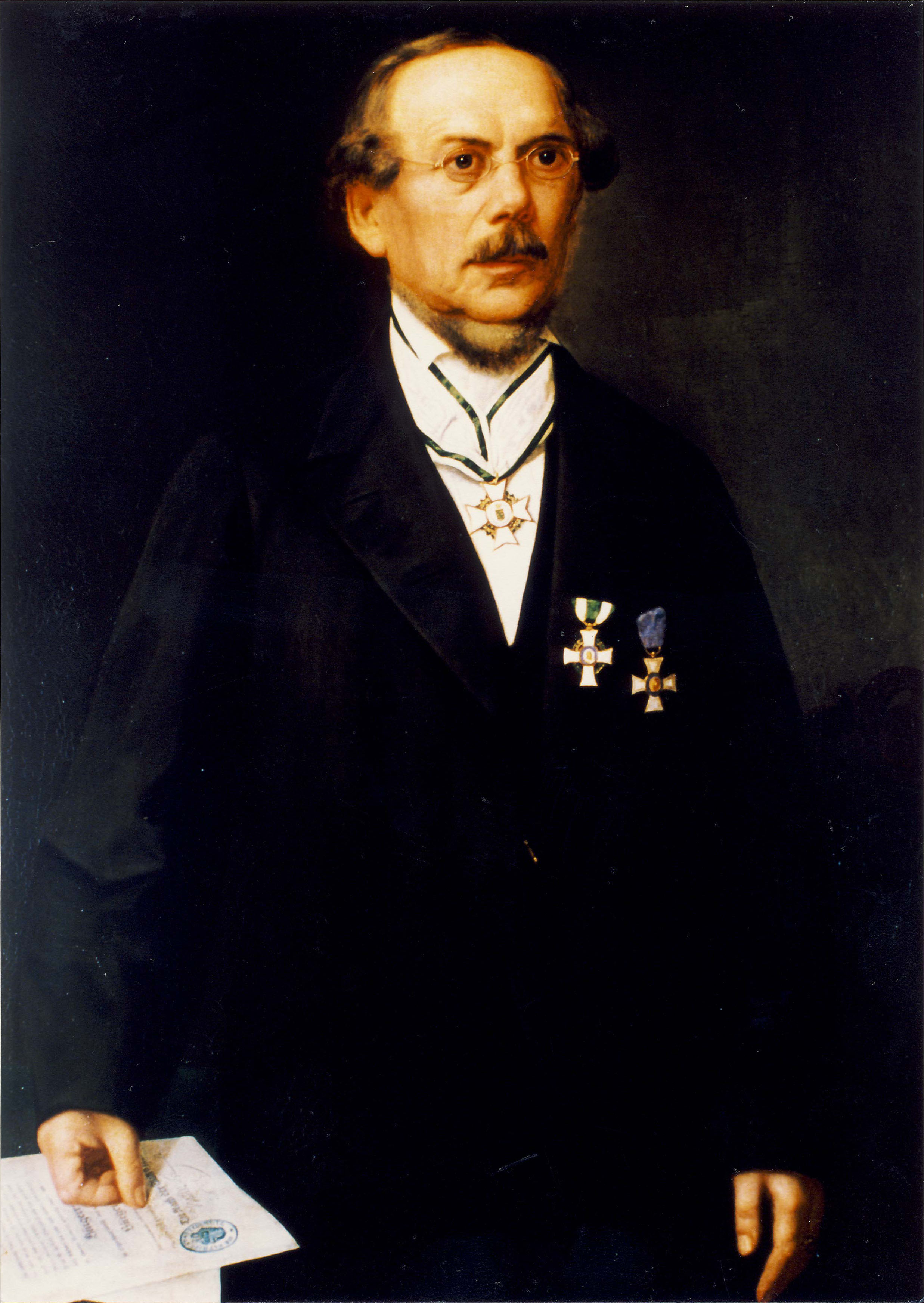
Johann Friedrich Müller

Johannes Friedrich Müller (* 8. August 1812 in Schneckengrün; † 11. Juni 1878 in Ermatingen) war ein sächsischer Jurist und Politiker.
Müller studierte ab 1835 Rechtswissenschaft an der Universität Leipzig. Im Sommer 1835 wurde er Mitglied der Leipziger Universitäts-Sängerschaft zu St. Pauli (heute Deutsche Sängerschaft). Im Anschluss war er ab 1839 als Ratsaktuar, später als Juristischer Aktuar, beim Stadtgericht in Schneeberg tätig. 1841 wurde er im benachbarten Neustädtel zum Bürgermeister und Stadtrichter bestellt. Von Oktober 1848 bis zu seiner Amtsniederlegung am 27. August 1874 war er Bürgermeister der Stadt Chemnitz. Er wurde mit 39 Stimmen von 58 Abstimmenden gewählt. Zudem gehörte er als vom König bestimmte Magistratsperson der I. Kammer des Landtags des Königreichs Sachsen an.
Er starb während eines Erholungsurlaubs in der Schweiz.
Ihm sowie Stadtrat Robert Zipper zu Ehren wurde ein reizvoller Brunnen (Müller-Zipper-Brunnen) mit Muschelkalkstein auf der Schloßteichinsel errichtet. Dieser wurde 1913 eingeweiht und von Bruno Spieß geschaffen.